# Sprengstoffanschlag auf die Rhein-Main Air Base

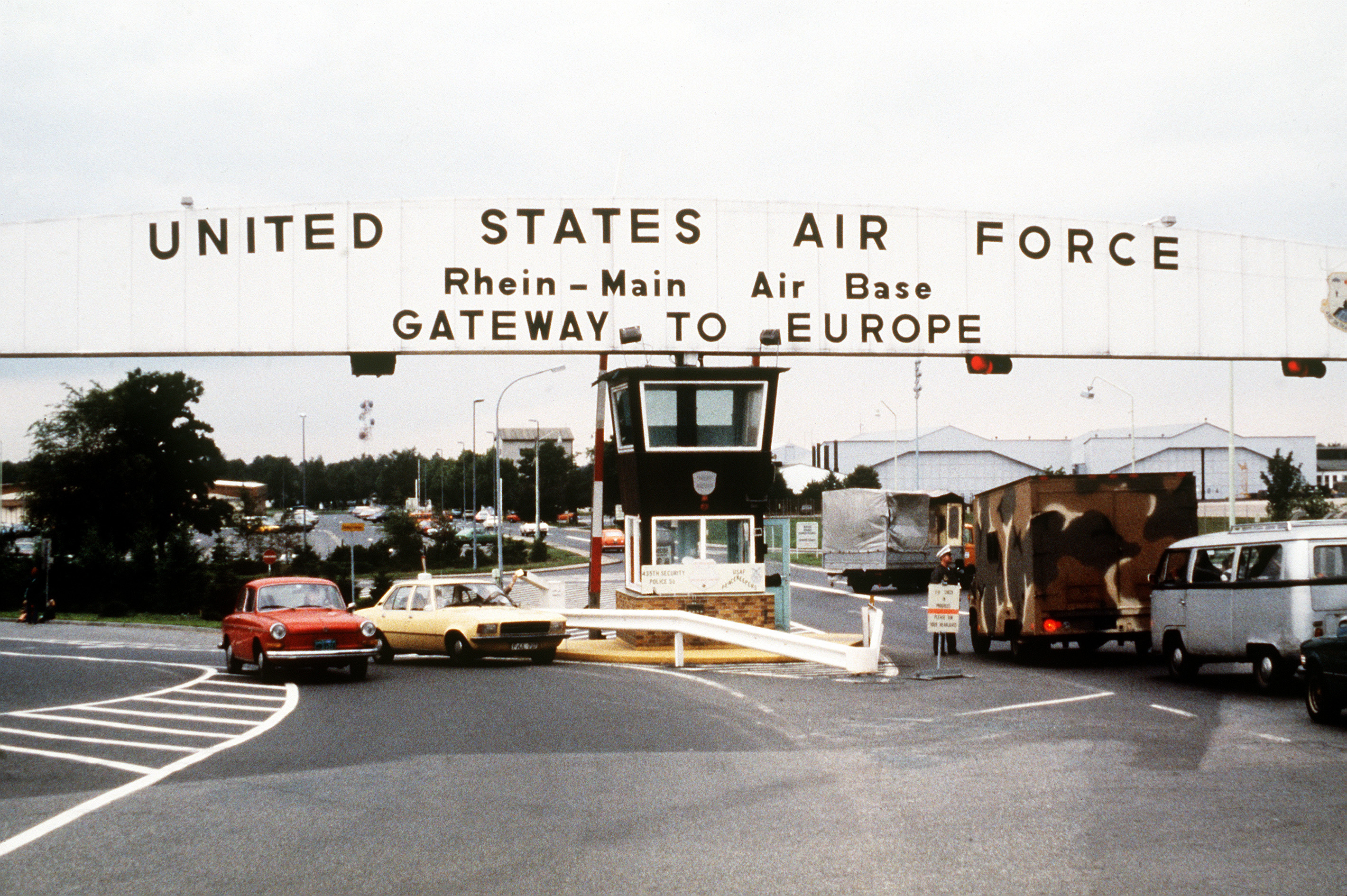
Zugangstor zur Air Base (Foto 1980)

Der Sprengstoffanschlag auf die Rhein-Main Air Base fand am 8. August 1985 in Frankfurt am Main statt und wurde von Terroristen der Rote Armee Fraktion (RAF) und der Action Directe durchgeführt, indem ein Auto mit Sprengladung auf der Air Base abgestellt und gezündet wurde. Durch die Explosion wurden zwei Menschen ermordet und 23 verletzt. Der Soldat Edward Pimental war in der Nacht zuvor erschossen worden, um mit seinem Truppenausweis auf das Air-Base-Gelände zu gelangen. Die Taten sorgten in der linken Szene für scharfe Kritik und eine anhaltende Diskussion.

## Erschießung Edward Pimentals
Zur Vorbereitung des Anschlags hatte Birgit Hogefeld den US-Soldaten Edward Pimental am Abend des 7. August 1985 mit der Aussicht auf Sex aus einer Wiesbadener Diskothek gelockt; er wurde in der Nacht erschossen. Die Täter eigneten sich seinen Truppenausweis (US-Military ID) an.

## Sprengstoffanschlag
Mit Hilfe dieses Ausweises gelang es einem männlichen RAF-Mitglied, einen VW Passat durch die Kontrollen zu schleusen und auf dem Parkplatz der Air Base abzustellen. Um 7:19 Uhr explodierten im Heck des Autos fünf Gasflaschen und eine Kastenbombe mit 126 Kilogramm Sprengstoff. Dadurch wurden zwei Personen tödlich verletzt: Der US-Soldat Frank H. Scarton (20), dem Metallsplitter Gesicht und Bauch aufrissen und der vor Ort starb, und die Zivilangestellte Becky Jo Bristol (25), der die linke Seite des Kopfes aufgerissen wurde und den Krankentransport nicht überlebte. 23 weitere Menschen wurden verletzt, darunter eine deutsche Zivilangestellte und ein weiterer US-Soldat schwer; beide trugen bleibende Schäden davon. Alle waren auf dem Weg zur Arbeit gewesen. Der Sachschaden betrug etwa eine Million DM (heutiger Wert etwa 1.090.000 Euro).

## Einordnung
Am 9. August 1985 erhielten zwei Presseagenturen und die Frankfurter Rundschau Bekennerschreiben mit Emblemen der RAF und der Action Directe, in denen sich ein „Kommando George Jackson“ zu dem Anschlag bekannte. Am 13. August 1985 erhielt die Nachrichtenagentur Reuters in Frankfurt am Main eine Durchschrift des Schreibens und den Ausweis Pimentals zugesandt. Es verwies zur Rechtfertigung auf die militärstrategische Bedeutung der Air Base: Als eine der Drehscheiben für Einsätze der US-Luftwaffe rund um das Mittelmeer und im Nahen Osten würden die USA hier gegen den internationalen Terrorismus zur Durchsetzung imperialistischer Machtinteressen kämpfen. Damit wurde die Strategie des Mai-Papiers von 1982, das als Grundlage der Aktionen der dritten Generation der RAF gilt, verfolgt, mit internationaler Unterstützung vor allem gegen militärische Ziele vorzugehen. Es blieb die einzige konkrete Zusammenarbeit beider Gruppen. Ermittlungsbehörden waren von dem Anschlag überrascht und alarmiert, weil damit – wie beim letzten Anschlag auf Ernst Zimmermann – nicht mehr Entscheidungsträger gesellschaftlicher Institutionen als Symbolfiguren Ziele waren, sondern Menschen ohne herausgehobene Position.

## Folgen für die RAF
Während sich um die Ermordung des Soldaten Pimental eine monatelange heftige Debatte vor allem in der linken Szene und in den Unterstützerkreisen der RAF entspann (siehe zu Details den Artikel Edward Pimental), waren die Sprengbombe selbst und ihre Auswirkungen bei weitem nicht so stark präsent in der öffentlichen Diskussion. Die Kommandoebene der RAF bemühte sich, um die Erschießung Pimentals besser rechtfertigen zu können, diese immer in den Zusammenhang und in Abhängigkeit zum Anschlag auf die Air Base zu stellen, was jedoch den Vorwurf des „funktionalistischen“ Tötens nicht leiser werden ließ. Am 27. August 1985 ging bei der Frankfurter Rundschau ein weiteres Bekennerschreiben ein, diesmal allein von der RAF verfasst. Darin wurde vor allem der Mord an Pimental gerechtfertigt, da sich an ihm die meiste Empörung festmachte. Fünf Monate später räumte die Kommandoebene in einer Erklärung ein, dass sie mit dieser „Aktion“ einen Fehler begangen habe: „wir sagen heute, dass die Erschießung des gi in der konkreten Situation im Sommer ein Fehler war, der die wirkung des Angriffs gegen die Air-Base und so die Auseinandersetzungen um die politisch-militärische Bestimmung der Aktion, wie der offensive überhaupt, blockiert hat.“

## Juristische Aufarbeitung
Die RAF-Mitglieder Birgit Hogefeld und Eva Haule wurden als Tatbeteiligte identifiziert. Beide wurden deswegen vor Gericht gestellt und als Mittäterinnen verurteilt: Haule – bereits wegen eines anderen Delikts in Haft – in einem Prozess vor dem Staatsschutzsenat des Oberlandesgerichts Frankfurt am Main ab 1993, in dem sie 1994 zu einer lebenslangen Freiheitsstrafe verurteilt wurde, und Hogefeld nach ihrer Verhaftung beim GSG-9-Einsatz in Bad Kleinen vor demselben Senat ab 1994, der sie 1996 ebenfalls zu lebenslanger Freiheitsstrafe verurteilte. Hogefeld war von Zeugen und durch Schriftvergleichung als Käuferin des Tatfahrzeugs identifiziert worden, weshalb das Gericht ihre Mittäterschaft am Sprengstoffanschlag als erwiesen ansah. Als Beweise gegen Haule wurden zwei von ihr geschriebene Kassiber verwendet, die bei dem inhaftierten RAF-Mitglied Manuela Happe 1990 gefunden worden waren und in denen sie sich mit den Taten identifiziert hatte.